# Frankton (Indiana)
Pour les articles homonymes, voir Frankton.
Frankton est une municipalité américaine située dans le comté de Madison en Indiana.

## Géographie
Selon le Bureau du recensement des États-Unis, la municipalité s'étend en 2010 sur une superficie de 1,05 mille carré (2,72 km2).

## Histoire
Jacob Sigler s'installe près de l'actuelle Frankton en 1829. Un premier bâtiment est construit sur le site en 1848. La ville est officiellement fondée le 3 mars 1853 par Alfred Makepeace et Francis Sigler,, fils du précédent.
Frankton, nommée en l'honneur de Sigler, devient une municipalité en 1871. Après la découverte de gaz naturel dans la région en 1887, la ville connaît un important essor et dépasse les 2 000 habitants. Le boom gazier ne dure toutefois que quelques années.

## Démographie
Lors du recensement de 2010, la population de Frankton est de 1 862 habitants.